# Margrethe af Roskilde
Margrethe af Roskilde, också kallad Margrethe af Ølse, död 1176, var ett danskt lokalhelgon. Hon har kallats Danmarks enda kvinnliga helgon. 
Hon var släkt med biskop Absalon Hvide och med Sunesønnerne, men familjen är inte närmare känd. Hon var gift med Herlog i Ølsemagle vid Kjøge. År 1176 mördades hon av sin make, som sedan hängde hennes lik för att få det att se ut som ett självmord. Som en person som begått självmord blev hon begravd i ovigd jord på Ølsemagle Strand. Då befolkningen påstod att det lyste om hennes grav, företog Absalon en undersökning. När Herlog bekände mordet, fördes Margrethes kvarlevor till Roskilde, där de gravlades Frue Kirke klosterkyrka. Margrethe blev ett lokalhelgon: hon sanktionerades aldrig av katolska kyrkan i Rom, men dyrkades som ett helgon lokalt i Danmark. Ett kapell uppfördes på den strand där hennes första ovigda grav låg. 